# Thiès (region)

Region Thiès

Thiès – region w środkowo-wschodniej części Senegalu, ze stolicą w Thiès, będącym jednocześnie największym miastem regionu.
Region nie jest gęsto zaludniony. Ludzie zamieszkują głównie obszary w pobliżu miasta Thiès. Przeważają tutaj tereny pustynne, z niewielką ilością drzew i roślin liściastych.